# 維日尼察
维日尼察是烏克蘭西南部切尔诺夫策州維日尼察區維日尼察市镇的城市，为同名区及同名市镇的行政中心。位於該國西部切列莫什河畔，距離首府切爾諾夫策53公里，面積9.1平方公里，海拔高度356米，2022年人口3,803。